# جيرمين سميث
جيرمين سميث (بالإنجليزية: Jermaine Smith)‏ هو لاعب كرة قدم أمريكية أمريكي، ولد في 3 أبريل 1972 في أوغستا في الولايات المتحدة.

## وصلات خارجية
- جيرمين سميث على موقع مرجع كرة القدم المحترفة.كوم (الإنجليزية)